# 戟頭獸屬

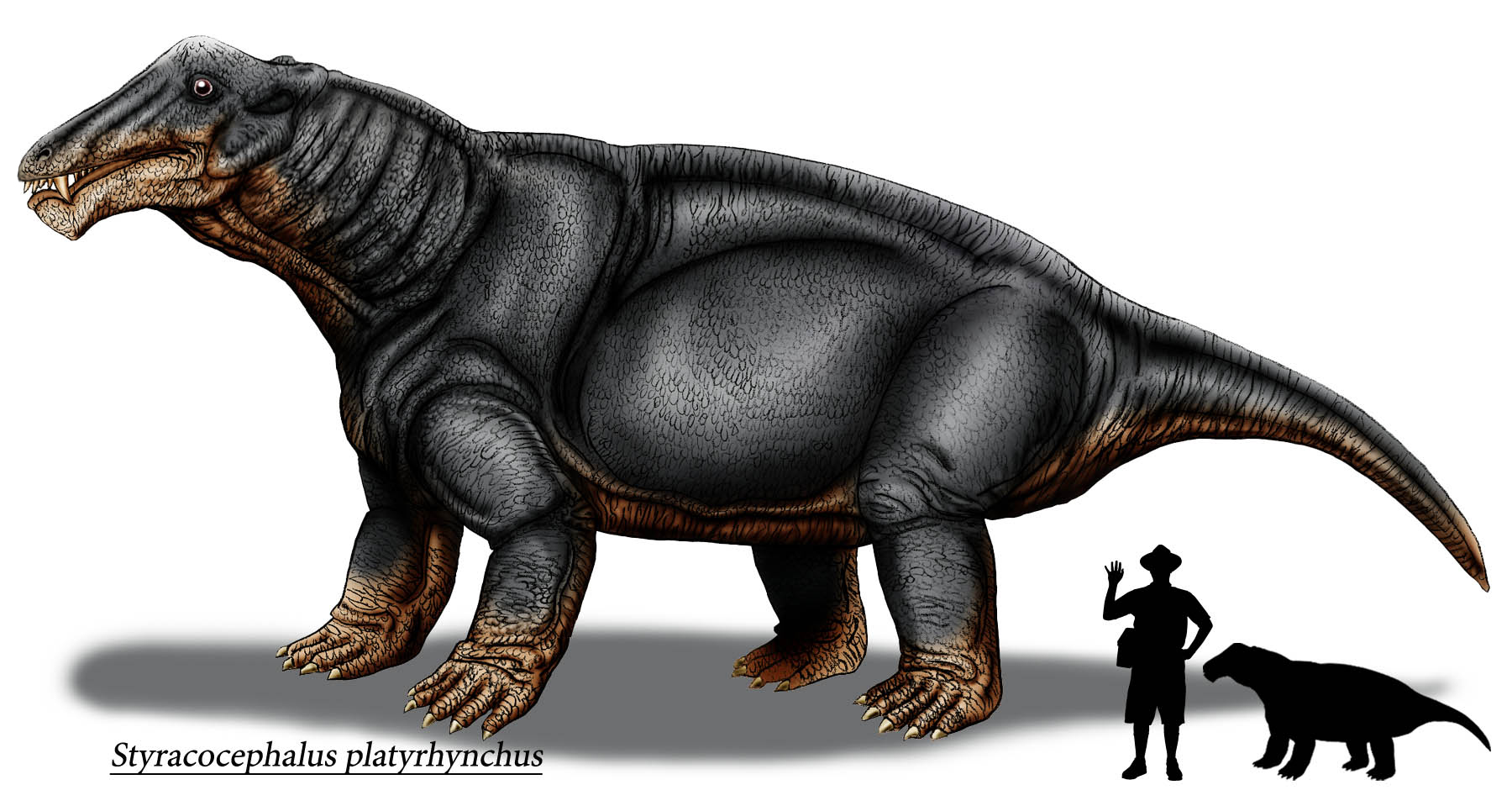
戟頭獸與人類的體型比較圖

戟頭獸屬（學名：Styracocephalus）是獸孔目恐頭獸亞目的一屬，化石發現於二疊紀中期的非洲南部。
戟頭獸的頭部有多個突出物，往頭部上方、後方突出。不同化石的頭部突出物形狀不同，這可能是雄性、雌性的性徵，或者代表個體生長的不同階段。戟頭獸是種大型草食性動物，身長約2.5公尺。這群動物可能是冠鱷獸科的近親。